# Habari RDC
Habari RDC est une plate-forme de blogueurs de la République démocratique du Congo créée en février 2016. Elle offre un espace d'expression à plus de 100 jeunes chômeurs, étudiants, agronomes, médecins, ingénieurs, économistes et autres journalistes repartis dans 5 villes congolaises comme Kinshasa, Goma, Mbujimayi, Bukavu et Lubumbashi. Ces jeunes ayant en commun la passion pour l'écriture et les Nouvelles Technologies de l'Information et de la Communication, proposent des textes inspirés du vécu quotidien, pour faire entendre leurs aspirations collectives. Grâce à leur page Facebook, ils invitent leurs compatriotes à des rencontres quotidiennes, pour débattre des préjugés et questions de société qui les préoccupent mais aussi qui divisent parfois. L'objectif étant de poser les balises du vivre ensemble et de la tolérance entre communautés. 
Pour être plus proche des congolais, la plateforme sort du seul cadre numérique et anime des conférences et débats lors des rencontres Face Aux Jeunes organisées dans les 5 villes.

## Projet

### Équipe
Habari RDC est imaginé et créé par quelques jeunes de la RDC dont Guy Muyembe qui en assume les fonctions de président, depuis sa création en 2016 grâce au soutien de la Radio publique Néerlandaise (RNW).

### Financement
Le projet Habari voit le jour grâce à divers financements indépendants de la RNW. 

### Fonctionnement
Les blogueurs de Habari RDC sont pour la plupart indépendants. Ils jouissent donc de la liberté de proposer des projets de rédaction d'articles à publier. En revanche, pour apparaître sur le site internet, les billets pour lesquels les projets ont été acceptés doivent être lus, corrigés et modérés par les équipes éditoriales de la plate-forme d'abord au niveau de la ville, puis au niveau central, chapeauté par un collège d'éditeurs.  Les publications sont donc accessibles à la fois sur le site et depuis la page Facebook  et différents réseaux sociaux sur lesquels est écrite la plate-forme.
Au-delà du comité qui gère l'association il y a un staff qui s'occupe du site internet. Le comité est managé par un président qui veille aux intérêts des blogueurs tout en assumant son rôle d'interface entre ceux-ci et les partenaires. Il est secondé par un rédacteur en chef, deux community managers, un webmaster , un chargé d'activité, Lynn Mazianda et un chargé de finances. 
Les blogueurs passent fréquemment par des sessions de coaching pour renforcer leurs capacités de gestion de l'information en ligne. Des ateliers appelés cafe-blog sont organisés régulièrement, pour permettre aux blogueurs d'échanger leurs expériences en vue d'améliorer leur production de contenu.
Avec pour devise toute la diversité des opinions la ligne éditoriale de Habari RDC vise à promouvoir la liberté d'opinion et le vivre ensemble dans nos différences. 

### Prix et récompenses
L'Organisation Internationale de la Francophonie (OIF) a octroyé à Habari RDC le prix francophone de l'innovation dans les médias en 2017. Quelques mois plus tard, l'association remporte le Prix Index On Censorship en 2018.

## Communauté de blogueurs

### Contenus
Les sujets traités sont nombreux et variés. Les thèmes abordés sont classés par rubriques. Chaque billet a sa spécialité. 